# Paderno Dugnano
Paderno Dugnano település Olaszországban, Lombardia régióban, Milánó megyében. Lakosainak száma 47 118 fő (2023. január 1.). Paderno Dugnano Cinisello Balsamo, Cusano Milanino, Limbiate, Nova Milanese, Varedo, Bollate, Senago és Cormano községekkel határos.

## Népesség
A település lakossága az elmúlt években az alábbi módon változott:
| Lakosok száma | 47 048 | 46 590 | 46 701 | 50 471 | 47 118 |
|               | 2013   | 2017   | 2018   | 2019   | 2023   |